# Regne d'Ijaye
El regne d'Ijaye fou un estat ioruba que va existir entre 1836 i 1861, amb centre a Ijaye (avui a l'àrea de govern local d'Ifako-Ijaiye)

## Història
Ijaye va ser fundada gairebé al mateix temps que Ibadan, per refugiats de la zona d'Ikoyi, dirigits per Kurunmi, descrit per Johnson com "el més gran soldat de la seva època". Es va convertir en un important centre de comunicacions, i sota un lideratge fort va prosperar. Després de la derrota d'Ilorin per Ibadan a la batalla d'Osogbo el 1840, la rivalitat entre Ibadan i Ijaye va créixer. A Ibadan la població havia augmentat a més de 60.000 l'any 1851. Mann, el missioner de la Church Missionary Society va viure a la ciutat en la dècada de 1850, i va proporcionar informació de primera mà sobre Kurunmi. Per aquest temps, Ijaye probablement tenia una població de 40.000 persones o més. Inicialment, les relacions amb Ibadan eren bones, però la rivalitat entre els dos es va desenvolupar gradualment.
A Ibadan els iorubes d'Oyo havien arribat a dominar la vida política de la ciutat, i un sistema polític evolucionat gradualment que era molt adequat per a l'expansió militar. No hi havia Oba, i els cacicats no eren hereditaris. Els caps estaven organitzats en quatre línies: els caps civils, dirigits pel Baale; els caps militars en dues línies, encapçalats pel Balogun i el Seriki; i les dones caps guiats per l' Iyalode. Dins de cadascuna d'aquestes línies es van classificar els títols, i cada cap ascendia un rang quan el seu superior moria o era assassinat en batalla. Les files inferiors van ser ocupats pels Magaji, els líders electes dels grups de descendència d'Ibadan. El títol més alt, el de Baale, s'omplia generalment per un Balogun que havia demostrat valor i eficàcia en la guerra. El fet que no hi havia oba reflecteix la sobirania teòrica del alafin d'Oyo, tot i que des de la seva fundació Ibadan portava a terme una política exterior independent. Al segle xix els caps militars tenien generalment la major autoritat. La promoció d'un títol depenia de la capacitat de l'home per mobilitzar un grup de seguidors i de l'habilitat militar. Prestigi i riquesa venien de la guerra i el resultat va ser una agressiva política d'expansió.
Una excusa per a una confrontació final va ser proporcionat per la mort de l'alafin Atiba el 1859. Va ser succeït pel seu fill gran Aremo Adelu, amb suport d'Ibadan, i Kurunmi es va negar a reconèixer la successió, ja que la tradició deia que el fill gran havia de seguir al pare a la tomba. Ijaye i Oyo ja estaven en desacord sobre el control de les ciutats de l'Alt Ogun al voltant de Saki. En qualsevol cas, Ibadan es va alinear amb el nou alafin i la guerra va esclatar. Abeokuta, poblada per egbes, va ajudar a Ijaye. Kurunmi va morir el 1861, abans de la captura final i la destrucció de la seva ciutat. Els seus cinc fills també van morir en aquesta guerra així com milers d'habitants de la ciutat que van morir de fam. Molts dels habitants d'Ijaye van fugir de la ciutat i es van refugiar a Abeokuta.